# Krokocice
Krokocice – wieś w Polsce położona w województwie łódzkim, w powiecie zduńskowolskim, w gminie Szadek.
| SIMC    | Nazwa    | Rodzaj    |
| ------- | -------- | --------- |
| 1041828 | Sachalin | część wsi |

Do 1954 istniała gmina Krokocice. W latach 1954–1968 wieś należała i była siedzibą władz gromady Krokocice, po jej zniesieniu w gromadzie Wielka Wieś. W latach 1975–1998 miejscowość administracyjnie należała do województwa sieradzkiego.